# Dominikánský klášter (Cheb)
Dominikánský klášter v Chebu s kostelem svatého Václava je někdejší klášter řádu bratří kazatelů (dominikánů) z konce 13. století a tedy jeden z nejstarších klášterů na území města Cheb.

## Historie

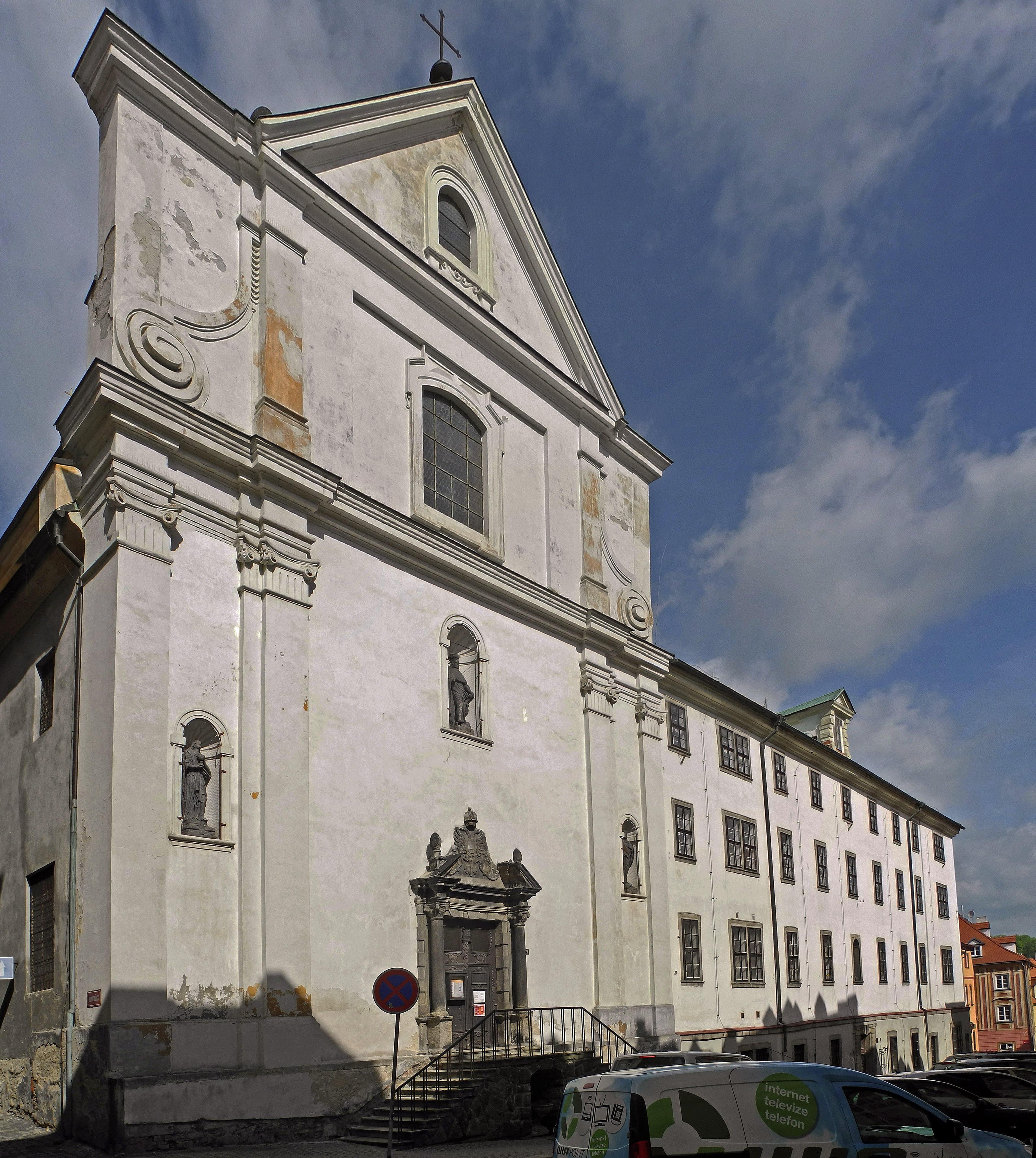
Průčelí kostela sv. Václava s klášterem

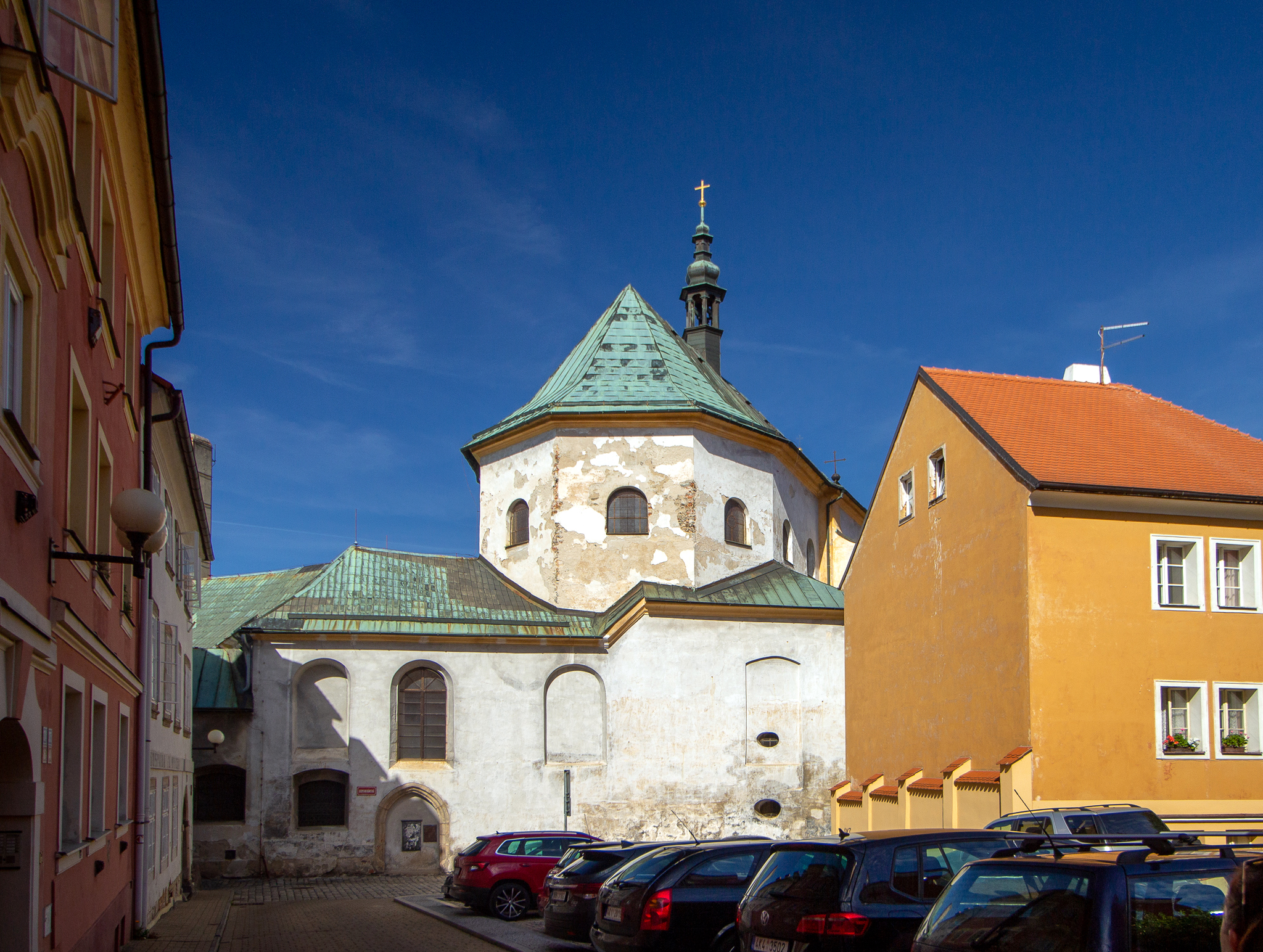
Závěr kostel sv. Václava. V těchto místech byl původní vstup do budovy.

Historie dominikánského kláštera je zcela spjata s klášterním kostelem sv. Václava, nejstarším dominikánským kostelem, postaveným v letech 1294-1296.
V době třicetileté války byl klášter i kostel poničen a chátral. V roce 1642 se dokonce část kláštera zřítila. Na počátku 70. let 17. století dali městští úředníci svolení k uspořádání veřejné sbírky na obnovu kostela. Na nový klášter v roce 1673 štědrým obnosem přispěl císař Leopold I. a dne 30. srpna následujícího roku byl položen základní kámen nového dominikánského kostela a brzy nato byla zahájena také obnova budov kláštera. Stavitelem kostela byl architekt Abraham Leutner a celý objekt byl dokončen v letech 1674-1688. Roku 1689 byl chrám vysvěcen řezenským biskupem Albrechtem hrabětem z Wartenbergu.
Při obnově kláštera došlo k celkovému přeorientování stran kostela. Zatímco původní vchod byl na západní straně chrámu z Dominikánské ulice spojující Jánské náměstí s Kamennou ulicí, nový vstup do kláštera i kostela, byl nyní z Kamenné ulice na východní straně, kde se původně nalézalo kněžiště. Nad zdobným portálem kostela, ke kterému vede oboustranné schodiště, je reliéf císařského orla jako poděkování za podporu císaře Leopolda.
Obnova klášterních budov včetně sladovny byl zahájena současně s dokončením kostela. Stavbou byl pověřen stavitel Andreas Burgler. Z důvodu táhnoucího se řešení majetkových otázek, kdy muselo být několik sousedních domů v Kamenné ulici nejprve odkoupeno a zbouráno, mohla část budov být dokončena až v roce 1720.
Velký refektář, který zde vznikl, byl během válek o rakouské dědictví a v době napoleonských válek používán jako vojenský lazaret.
Klášter disponoval obsáhlou knihovnou a archivem. Ty byly po zrušení dominikánského konventu v roce 1936 převedeny do dominikánského kláštera v Plzni, kde později vznikla Studijní a vědecká knihovna Plzeňského kraje.